# Agapornis taranta
L'inseparabile alinere, anche inseparabile dell’Abissinia (Agapornis taranta Stanley, 1814) è un uccello della famiglia degli Psittaculidi.

## Distribuzione e habitat
Questo pappagallo è endemico delle foreste degli altipiani etiopici.